# Slohokej Liga
La Slohokej Liga est une compétition européenne de hockey sur glace opposant des équipes basées en Autriche, Croatie, Serbie et Slovénie.

## Historique
La ligue est créée en 2009.

## Équipes
| Équipe            | Localisation      | Patinoire                   | Capacité          | Fondation         |
| Équipes actuelles | Équipes actuelles | Équipes actuelles           | Équipes actuelles | Équipes actuelles |
| ----------------- | ----------------- | --------------------------- | ----------------- | ----------------- |
| HD mladi Jesenice | Jesenice          | Dvorana Podmežakla          | 5,900             | 1999              |
| HS Olimpija       | Ljubljana         | Dvorana Tivoli              | 5,000             | 2004              |
| HDK Stavbar       | Maribor           | Ledna Dvorana Tabor         | 3,000             | 1993              |
| HK Triglav        | Kranj             | Ledena dvorana Zlatno polje | 1,000             | 1968              |
| HDD Bled          | Bled              | Ledena dvorana Bled         | 1,000             |                   |
| HK MK Bled        | Bled              | Ledena dvorana Bled         | 1,000             | 2000              |
| HK Slavija        | Ljubljana         | Dvorana Zalog               | 1,000             | 1964              |
| Team Zagreb       | Zagreb            | Dvorana Velesajam           | 1,000             | 2010              |
| HK Partizan       | Belgrade          | Ledena dvorana Pionir       | 2,000             | 1946              |
| Junior Graz 99ers | Graz              | Eisstadion Graz-Liebenau    | 4,050             | 2009              |
| Anciennes Équipes |                   |                             |                   |                   |
| KHL Medveščak     | Zagreb            | Dvorana Velesajam           | 1,000             | 1961              |
| KHL Mladost       | Zagreb            | Dvorana Velesajam           | 1,000             | 1946              |

## Palmarès
- 2010 : HK Maribor
- 2011 : HK Partizan Belgrade
- 2012 : HK Partizan Belgrade